# Tamopsis raveni
Tamopsis raveni är en spindelart som beskrevs av Baehr 1987. Tamopsis raveni ingår i släktet Tamopsis och familjen Hersiliidae. Inga underarter finns listade i Catalogue of Life.